# 860
Évszázadok: 8. század – 9. század – 10. század
Évtizedek: 810-es évek – 820-as évek – 830-as évek – 840-es évek – 850-es évek – 860-as évek – 870-es évek – 880-as évek – 890-es évek – 900-as évek – 910-es évek
Évek: 855 – 856 – 857 – 858 –  859 – 860 – 861 – 862 – 863 – 864 – 865

## Események

### Európa
- III. Mikhaél bizánci császár a kazárokhoz küldi téríteni Cirill és Metód szerzeteseket.
- A varégok (ahogy a görög források említik őket, a ruszok) 200 hajóval megtámadják Konstantinápolyt és miután III. Mikhaél és a flotta éppen Kis-Ázsiában hadakozik az arabok ellen, másfél hónapon át büntetlenül fosztogatják a környékbeli településeket és kolostorokat.
- A Weland vezette viking flotta áttelel a Somme torkolatánál, majd Angliát fosztogatja. Elfoglalják és felgyújtják Winchestert, Wessex fővárosát. Kopasz Károly nyugati frank király felveszi a kapcsolatot Welanddal és 3 ezer font ezüstöt ajánl neki, ha elpusztítja a Szajna szigetére befészkelődött vikingeket.
- Kopasz Károly Koblenzben békét köt féltestvérével, Német Lajos keleti frank királlyal.
- Vasbordájú Björn és Hastein viking flottája a Rhône torkolatában telel, majd a dél-franciaországi városokat (Narbonne, Nîmes és Arles) fosztogatja, eközben egészen Valence-ig felhajóznak a Rhône-on. Ezután Észak-Itália következik, ahol Luni városába állítólag úgy jutnak be, hogy Hastein úgy tesz mintha a halálán lenne és át akar térni a kereszténységre. Ezután kirabolják Pisát és Fiesolét is.
- Meghal I. Guidó, spoletói herceg. Utóda fia, I. Lambert.
- Meghal Æthelbald wessexi király. Utóda öccse, Æthelberht.
- Megtorlásul az előző évi keresztény támadásért I. Muhammad córdobai emír betör a Pamplonai Királyságba, elfoglal három várat, valamint elfogja és túszként magával vissza García király fiát, Fortúnt (és annak lányát Onnecát).

## Születések
- Spoletói Bertila, I. Berengár itáliai király felesége
- X. János, római pápa
- Szent Ludmilla, cseh hercegné
- III. Szergiusz, római pápa

## Halálozások
- Æthelbald, wessexi király
- I. Guidó, spoletói herceg

## Fordítás
- Ez a szócikk részben vagy egészben  a(z)   860 című angol Wikipédia-szócikk ezen változatának fordításán alapul.  Az eredeti cikk szerkesztőit annak laptörténete sorolja fel. Ez a jelzés csupán a megfogalmazás eredetét és a szerzői jogokat jelzi, nem szolgál a cikkben szereplő információk forrásmegjelöléseként.